# Larry Austin
Larry Austin   (Duncan, 12 de setembre de 1930 - 30 de desembre de 2018), de nom complet Larry Don Austin, va ser un compositor estatunidenc conegut pels seus treballs de música electrònica i informàtica. Va ser cofundador i editor de la revista musical d'avantguarda "Font: Music of the Avant Garde". Austin va obtenir un reconeixement internacional addicional quan es va adonar de la finalització de la Simfonia de l'Univers de Charles Ives. Austin va exercir com a president de la "International Computer Music Association" (ICMA) de 1990 a 1994 i va formar part de la junta directiva de l'ICMA de 1984 a 1988 i de 1990 a 1998.

## Anys de joventut
Austin va rebre una llicenciatura (Educació musical, 1951) i un màster (Música, 1952) a la Universitat de "North Texas College of Music". El 1955 va estudiar al "Mills College", i del 1955 al 1958 es va dedicar als estudis de postgrau a la Universitat de Califòrnia, Berkeley, i va deixar per acceptar una posició de professor a la Universitat de Califòrnia (Davis). Austin va estudiar amb la compositora canadenca Violet Archer a la Universitat del Nord de Texas, el compositor francès Darius Milhaud al Mills College, i amb el compositor estatunidenc Andrew Imbrie a la Universitat de Califòrnia (Berkeley).

## Carrera docent
Austin va ensenyar a la Universitat de Califòrnia (Davis) des de 1958 fins a 1972 passant de professor ajudant a professor titular. Mentre estava a la Universitat de Califòrnia (Davis) va fundar el "New Music Ensemble" d'improvisació. El 1972 va acceptar una plaça a la Universitat del Sud de la Florida, on va ensenyar fins al 1978. En aquell any va tornar a Texas, fent classes a la seva alma mater, la Universitat del Nord de Texas, des del 1978 fins al 1996 quan va ser nomenat professor emèrit. Els seus estudiants destacats inclouen William Basinski, Dary John Mizelle i Rodney Waschka II.

## Composicions
Austin va rebre un primer reconeixement per les seves obres instrumentals i orquestrals i d'aquestes peces, Improvisations for Orchestra and Jazz Solists, va ser interpretada i gravada per la Filharmònica de Nova York amb Leonard Bernstein com adirecto. Altres obres orquestrals d'una nota especial inclouen la Simfonia de l'Univers de Charles Ives, "tal com la realitza i completa Larry Austin" (1974–93) per a gran orquestra, i Sinfonia Concertante: A Mozartean Episode (1986) per a orquestra de cambra i cinta. Les obres de cambra amb aspectes especialment significatius de música per ordinador/música electroacústica inclouen Accidents per a piano preparat electrònicament (1967), escrit per a David Tudor, Canadian Coastlines: Canonic Fractals for Musicians and Computer Band per a vuit músics i cinta de 1981, i BluesAx per a saxofonista i cinta (1995), que va guanyar el Premi Magisteri, a Bourges el 1996. BluesAx ha estat gravat per Steve Duke. El treball posterior va incloure John Explains... (2007) per a so octofònic, basat en l'enregistrament d'una entrevista amb John Cage. John Explains... es va estrenar al Festival de Música d'Informàtica de Carolina del Nord de 2008. Al festival CEMI Circles, es va estrenar la peça d'Austin de 2013, Suoni della Bellagio—Sounds and sights of Bellagio, juliol-agost de 1998 per a vídeo i cinta de dos canals.

El conegut crític Tom Johnson ha escrit sobre la música d'Austin:
| «              | "El seu estil no és ni a la part alta ni al centre de la ciutat, ni és minimalista, eclèctic, hipnòtic o europeu. Però funciona, és fortament personal i té alguna cosa a dir en tot això. direccions... La veritable font de la música d'Austin, però, és clarament Charles Ives, a qui també li agradaven els símbols musicals, li agradava reunir-los tan densament com podia, i mai no va tenir gaire habilitat per a la bellesa." | » |
| — Tom Johnson, | |   |

Austin va contestar, que "Explorar nous conceptes, nous materials i la seva interacció és essencial per al meu treball com a compositor".

## Discografia parcial
Leonard Bernstein Conducts Music of Our Time. New York Philharmonic, Columbia Masterworks, MS6733, 1965.
- Improvisations for Orchestra and Jazz Soloists

'Robert Floyd Plays New Piano Music by Hans Werner Henze and Larry Austin, Advance Records, FGR10S, 1970.
- Piano Set in Open Style
- Piano Variations

New Music for Woodwinds, Advance Records, FGR9S, 1974 (interpretada pel Phil Rehfeldt, clarinet i Thomas Warburton, piano).
- Current

Larry Austin Hybrid Musics: Four Compositions, Canton, Texas: IRIDA Records 0022, 1980.
- Maroon Bells
- Catalogo Voce
- Quadrants: Event/Complex No. 1
- Second Fantasy on Ives' Universe Symphony

Volume 1, CDCM Computer Music Series. Baton Rouge: Centaur Records, Inc., (CRC 2029) 1988.
- Sinfonia Concertante (orquestra de cambra dirigida per Thomas Clark)
- Sonata Concertante (interpretada pel pianista Adam Wodicki)

The Virtuoso in the Computer Age—I', Volume 10, CDCM Computer Music Series. Centaur Records, Inc., (CRC 2110) 1991.
- Montage:Themes and Variations for Violin and Computer Music on Tape (1985)

The Virtuoso in the Computer Age—III, Vol. 11, CDCM Computer Music Series, Baton Rouge: Centaur Records, 1993
- La Barbara: The Name/The Sounds/The Music

A Chance Operation: The John Cage Tribute New York: Koch International Classics (KIC-CD-7238) 1993.
- art is self-alteration is Cage is... (1983/93), interpretada per Robert Black

Charles Ives's Universe Symphony, tal com realitzat i completat per Larry Austin (1974–93). Baton Rouge: Centaur Records, CRC 2205, 1994.
- Charles Ives's Universe Symphony, tal com realitzat i completat per Larry Austin (1974–93)

Composers in the Computer Age II. Baton Rouge: Centaur Records, CRC 2193, 1994.
- SoundPoemSet (1990–91), música per ordinador en cinta.

Tárogató, New York: Romeo Records (7212), 2001. interpretada perEsther Lamneck.
- Tárogató

UNconventional Trumpet, Camas, Washington: Crystal Records, CD763, 2004.
- Charley's Cornet